# Spaghetti Western Orchestra
Spaghetti Western Orchestra – australijski kwintet muzyków, prezentujących muzykę ze spaghetti westernów, zwłaszcza kompozycje Ennia Morricone. Uprzednio zespół działał pod nazwą Ennio Morricone Experience.
Pod tą ostatnią nazwą artyści występowali m.in. w Studio, jednej z części Sydney Opera House w Sydney. John Shand tak w ocenie ich gry z 2004 roku chwalił ich nowatorskie poczucie humoru: "[ich] uniwersalność stale zaskakuje i ciągle wywołuje uśmiech".
Działalność jako Spaghetti Western Orchestra rozpoczęli w 2007 roku na Montreal Jazz Festival. Z sukcesem wystąpili na Festiwalu Edynburskim i z tym samym widowiskiem odbyli tournée po świecie. W swoich przedstawieniach odgrywają muzykę i sceny ze znanych spaghetti westernów, takich jak Za kilka dolarów więcej czy Pewnego razu na Dzikim Zachodzie; posługują się przy tym również niezwykłymi instrumentami muzycznymi, np. eterofonem, i innymi do wywoływania specjalnych efektów dźwiękowych, np. wabikiem.